# Phenacodes nolalis
Phenacodes nolalis là một loài bướm đêm trong họ Crambidae.